# 埃德蒙森 (密蘇里州)
埃德蒙森（英語：Edmundson）是位於美國密蘇里州聖路易斯縣的城市。

## 人口
根據2020年美國人口普查的數據，埃德蒙森的面積為0.71平方千米，皆為陸地。當地共有人口860人，而人口密度為每平方千米1,211人。